# Steve Jackson (amerykański projektant gier)
Steve Jackson (ur. ~1952) – amerykański projektant gier fabularnych i karcianych, we wczesnych latach 80. założył Steve Jackson Games. Główny twórca gier takich jak Car Wars, Ogre, GURPS, słynnych kart ILLUMINATI, Munchkin i (jeszcze przed powstaniem SJG) The Fantasy Trip. 
Często mylony z brytyjskim pisarzem o tym samym imieniu i nazwisku (patrz: Steve Jackson). Nieporozumienie jest tym większe, że obaj są twórcami książek z serii Fighting Fantasy Game Books.